# Trigonias
Trigonias ist eine ausgestorbene Gattung der Nashörner und lebte im mittleren und späten Eozän vor 37 bis 34 Millionen Jahren in Nordamerika. Sie stellt somit einen der frühesten Nashornvertreter dar und erreichte etwa die Größe heutiger Rinder, besaß aber kein ausgebildetes Horn. Die Tiere lebten weitgehend in offenen Waldlandschaften und ernährten sich von weicher Pflanzenkost.

## Merkmale
Trigonias stellte einen eher kleinen Vertreter der Nashörner dar, der eine Kopf-Rumpf-Länge von etwa 200 cm und eine Schulterhöhe von 110 cm erreichte. Das Gewicht wird mit 600 kg, teilweise auch bis 830 kg angegeben. Ältere Angaben von nur 250 kg basieren auf Fossilien, die heute anderen Nashorngattungen zugewiesen werden. Allgemein wird es als rindergroß beschrieben. Charakteristisch waren die kurzen, kräftigen Gliedmaßen.
Der Schädel wurde etwa 47 cm lang, war niedrig gebaut und hatte ausladende Jochbeine. Die Stirnlinie verlief relativ gerade, allerdings war das Hinterhauptsbein deutlich herausgezogen, so dass im hinteren Bereich eine markante Sattelung entstand. Weiterhin wies das Hinterhauptsbein eine eher schmale Gestaltung auf. Das Nasenbein zeigte eine schwache Ausbildung, war aber langgestreckt und schmal. Anzeichen eines Horns in Form gerauter Oberflächen konnten nicht beobachtet werden. Der Oberkiefer und der Zwischenkieferknochen waren ebenfalls schmal. Zwischen diesen und dem Nasenbein befand sich ein großer Naseninnenraum.
Der Unterkiefer erreichte rund 39 cm Länge, war aber schmal und grazil gebaut mit einem niedrigen Kieferknochen. Die Symphyse wurde rund 7 cm lang. Trigonias wies ein sehr urtümliches Gebiss mit nur wenigen Zahnreduktionen auf. Erwachsene Tiere besaßen folgende Zahnformel: {\displaystyle {\frac {3.1.4.3}{3.0.4.3}}}. Die oberen Schneidezähne standen senkrecht im Kiefer, die unteren ragten nach vorn. Sie waren eher klein, mit Ausnahme der unteren zweiten. Diese formten stoßzahnähnliche Zähne mit einer Länge von 2 cm. Der Eckzahn war ebenfalls sehr klein. Zur hinteren Bezahnung bestand ein bis zu 3 cm weites Diastema. Die Backenzähne besaßen eine niedrige Zahnkrone (brachyodont). Dabei waren die Prämolaren mit Ausnahme des letzten kaum molarisiert und unterschieden sich so deutlich von den Molaren. Die Zahnreihe nahm nach hinten deutlich an Größe der einzelnen Zähne zu. Im Obergebiss war der vorletzte, im Untergebiss der letzte der jeweils größte Zahn mit etwa 4 cm Durchmesser.
Das Körperskelett ist aufgrund zahlreicher Funde sehr gut bekannt. Die Wirbelsäule bestand aus 7 Hals-, 18 Brust-, 5 Lenden-, 5 Kreuzbein- und 23 Schwanzwirbeln. Die Höhe des Dornfortsatzes am ersten Brustwirbel betrug 16 cm. Der Oberarmknochen erreichte 28 cm Länge und war damit äußerst kurz, wobei der Gelenkkopf deutlich nach oben gerichtet war. Die Unterarmknochen dagegen waren deutlich länger und schlanker. Die Ulna wurde bis zu 35 cm lang, der Radius bis zu 28 cm. Der Oberschenkelknochen war zylindrisch geformt und 34 cm lang. Das Schienbein war kürzer als der Radius und wies eine Länge von 25 cm auf, während das Wadenbein deutliche Reduktionen besaß. Die Vorderbeine endeten in vier Zehen (tetradactyl), ähnlich wie bei vielen stammesgeschichtlich alten Nashorngruppen. Am stärksten war der Mittelstrahl (Metacarpus III) mit 12 cm Länge ausgebildet. Die vierte Zehe (Metacarpus V) war gegenüber den anderen markant zurückgebildet. Der Fuß besaß – wie auch die heutigen Nashörner – drei Zehen. Auch hier war der Mittelstrahl (Metatarsus III) mit 11 cm deutlich massiver als die beiden anderen innen und außen anliegenden Strahlen.

## Fundorte

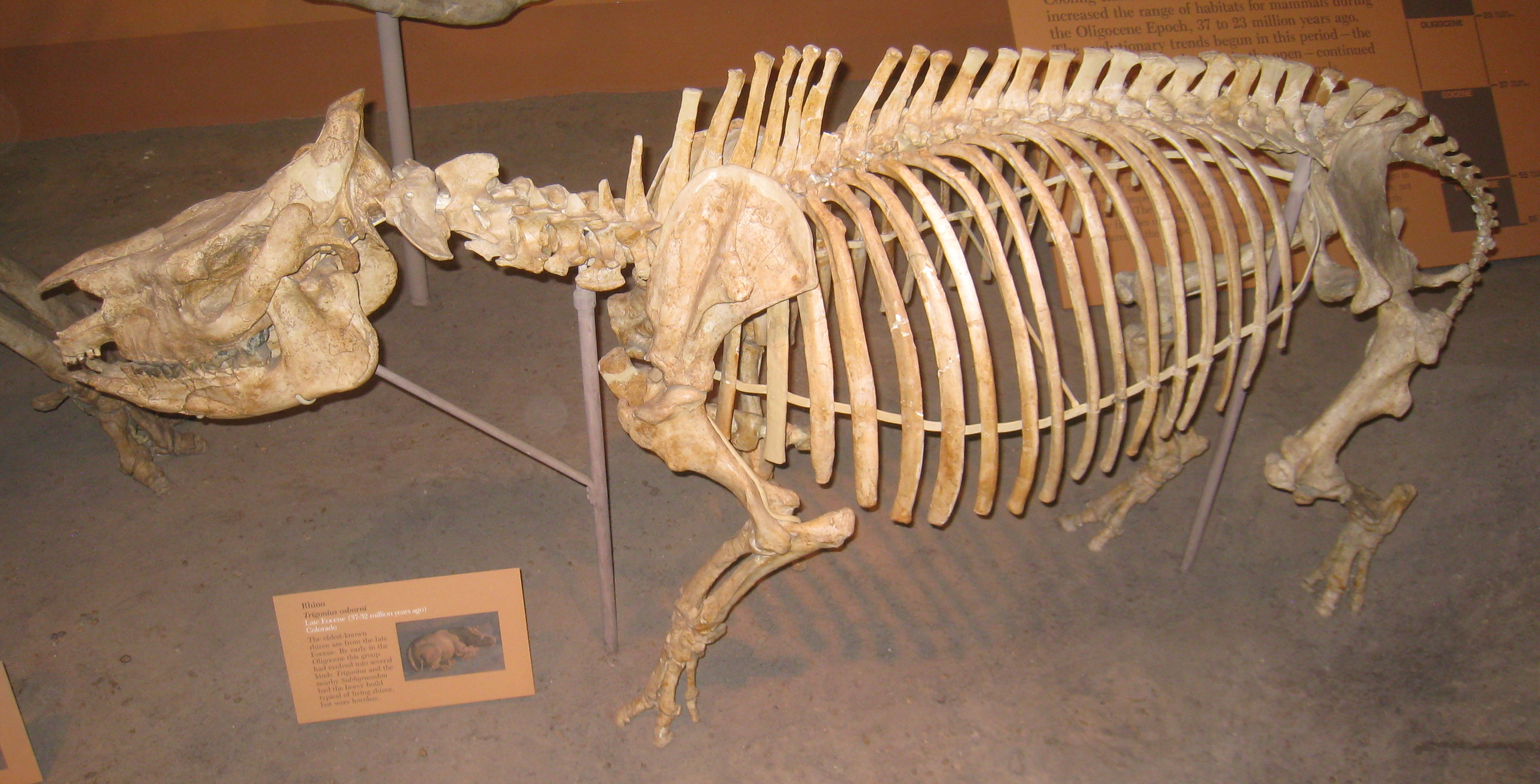
Skelettrekonstruktion von Trigonias osborni

Funde von Trigonias stammen bisher nur aus Nordamerika und wurden vor allem in den High Plains getätigt. Bedeutende Fossilien kamen in den White River Badlands von South Dakota zu Tage. In der Region finden sich Aufschlüsse der White-River-Gruppe, die sich unter anderem in die Chadron-Formation und die Brule-Formation unterteilt. Für erstere Gesteinseinheit ist das "Untere Titanotherium-Bett" (Lower Titanotherium bed) zu nennen, eine Serie von vulkanischen und silikatischen Sedimenten innerhalb von durch Wind und Wasser geformten Ablagerungen (äolisch und fluviatil), die dem Oberen Eozän angehören. Hier ist Trigonias häufig mit dem frühen Pferd Mesohippus, dem Nashorn Subhyracodon, aber auch dem riesigen, knapp 2 t schweren, zu den Brontotherien (urspr. Titanotherien) gehörenden Megacerops nachgewiesen. Weitere Funde, die teilweise nahezu vollständige Skelette umfassen, kamen in Steinbrüchen des Weld County in Colorado zu Tage. Andere Fundplätze liegen in Saskatchewan, Nebraska und Kalifornien.

## Paläobiologie
Die niederkronigen Backenzähne lassen auf eine Spezialisierung auf weiche oder gemischte Pflanzenkost schließen. Ursprünglich wurde aufgrund der relativ kurzen Gliedmaßen eine eher semi-aquatische, den Flusspferden ähnelnde Lebensweise angenommen. Neuere Isotopenuntersuchungen an den Backenzähnen konnten dies nicht bestätigen. Demnach bewohnte die Nashorngattung eher offene Landschaften, wobei allerdings nicht ausgeschlossen wird, dass das Tier einen Teil des Tages im Wasser verbrachte.

## Systematik
Trigonias ist eine ausgestorbene Gattung der Nashörner und gehört innerhalb dieser zur urtümlichen Unterfamilie der Diceratheriinae, welche hauptsächlich in Nordamerika verbreitet waren. Deren Charakterform, Diceratherium besaß zwei kleine Hörner auf der Nasenspitze. Innerhalb der Unterfamilie ist die Nashorngattung der Namensgeber für die Tribus Trigoniadini.
Ursprünglich wurden zahlreiche Arten beschrieben, anerkannt sind heute zwei:
- T. osborni Lucas, 1900
- T. wellsi Wood, 1927

Andere beschriebene Arten, wie T. tetradactylum, T. cooki, T. taylori oder T. paucidens werden heute weitgehend zur Art T. osborni gestellt. Die Erstbeschreibung erfolgte im Jahr 1900 durch Frederic A. Lucas, wobei ein teilweise erhaltener Schädel eines alten Individuums aus der Chadron-Formation in South Dakota die Grundlage bildete, der aber ursprünglich ins Miozän datiert wurde. Der Name Trigonias setzt sich aus den griechischen Wörtern τρεῖς (treîs „drei“) und γωνία (gonia „Winkel“, „Ecke“) zusammen und bezieht sich auf die dreieckige Ausformung der unteren Schneidezähne.
Trigonias ist erstmals im Mittleren Eozän vor rund 37 Millionen Jahren nachgewiesen (lokalstratigraphisch dem Chadronium zugewiesen) und gehört damit neben Teletaceras zu den frühesten Vertretern der eigentlichen Nashörner. Möglicherweise reicht der Ursprung noch weiter zurück (ausgehendes Duchesneum). Die ursprüngliche Art war das kleinere T.osborni. Im späteren Eozän entwickelte sich T. wellsi, das durch einen wesentlich größeren Körperbau charakterisiert war. Die Nashorngattung starb im Übergang zum frühesten Oligozän vor gut 34 Millionen Jahren aus und wurde durch die nah verwandte Gattung Subhyracodon ersetzt.